# Diane Watson

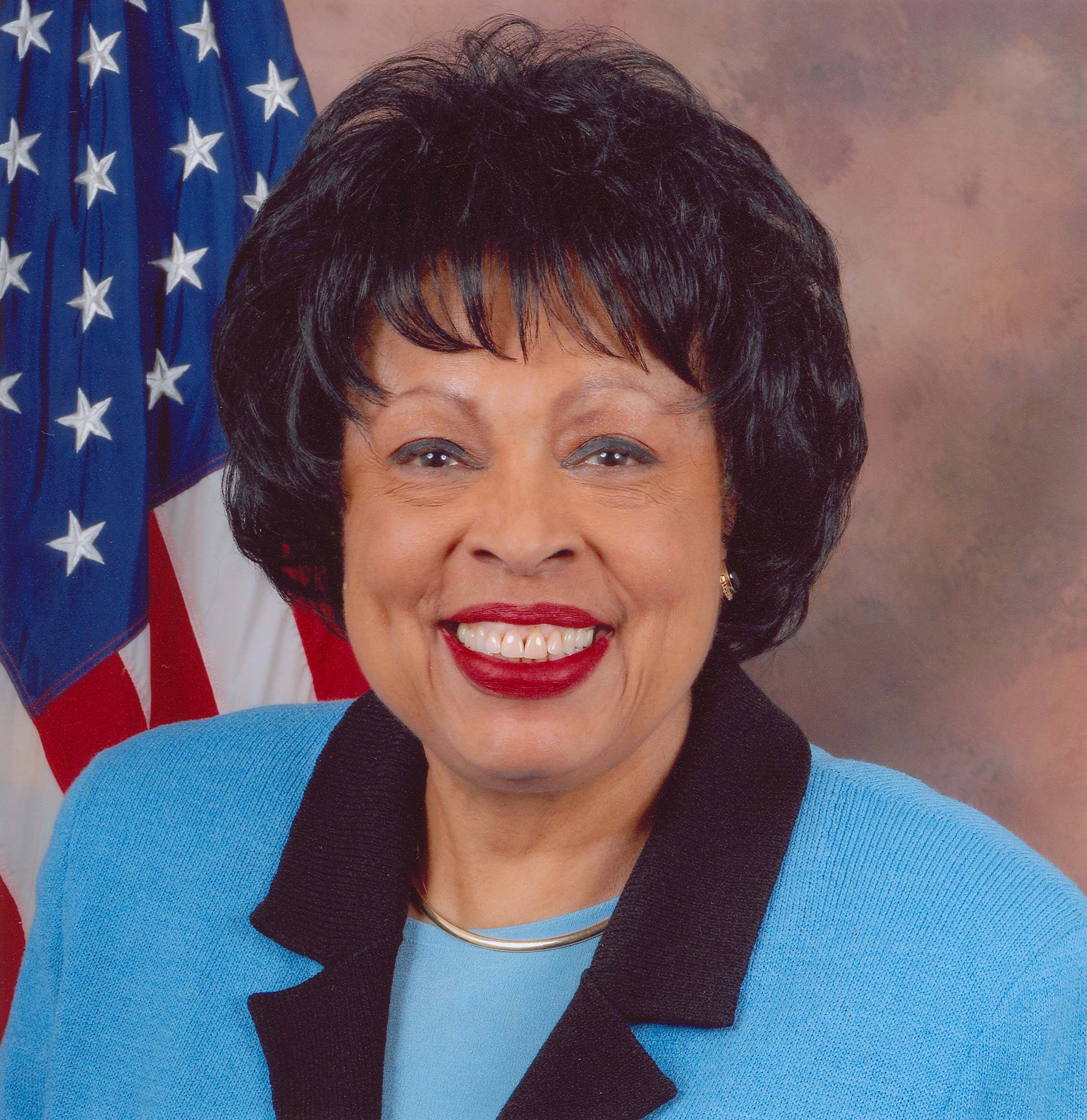
Diane Watson (2007)

Diane Edith Watson (* 12. November 1933 in Los Angeles, Kalifornien) ist eine US-amerikanische Politikerin. Zwischen 2001 und 2011 vertrat sie den Bundesstaat Kalifornien im US-Repräsentantenhaus.

## Werdegang
Diane Watson studierte bis 1956 an der University of California in Los Angeles. Danach war sie Grundschullehrerin und Schulpsychologin in dieser Stadt. Außerdem absolvierte sie die John F. Kennedy School of Government an der Harvard University und die Claremont Graduate University. Von 1969 bis 1971 war sie Fakultätsmitglied der California State University in Los Angeles. Von 1971 bis 1973 arbeitete sie für das Bildungsministerium des Staates Kalifornien; zwischen 1975 und 1978 gehörte sie dem Schulausschuss der Stadt Los Angeles an. Gleichzeitig schlug sie als Mitglied der Demokratischen Partei eine politische Laufbahn ein. Zwischen 1978 und 1998 saß sie im Senat von Kalifornien. In den Jahren 1999 und 2000 war sie US-Botschafterin in Mikronesien.
Nach dem Tod des Abgeordneten Julian C. Dixon wurde Diane Watson bei der fälligen Nachwahl für den 32. Sitz von Kalifornien als dessen Nachfolgerin in das US-Repräsentantenhaus in Washington, D.C. gewählt, wo sie am 5. Juni 2001 ihr neues Mandat antrat. Seit 2003 vertrat sie dort den 33. Wahlbezirk ihres Staates. In ihre Zeit als Abgeordnete fielen die Terroranschläge am 11. September 2001, der Irakkrieg und der Militäreinsatz in Afghanistan. Watson war Mitglied im Auswärtigen Ausschuss und im Committee on Oversight and Government Reform sowie in sechs Unterausschüssen. Im Jahr 2010 verzichtete sie auf eine weitere Kandidatur. Ihre Nachfolge trat Karen Bass an.